# 編年体
編年体（へんねんたい、英語: Annals、ラテン語: annāles）とは、歴史の記述法の一つで、起こった出来事を年代順に記してゆく方法を指す。対して、個人や一つの国に関しての情報をまとめて記述するのを紀伝体という。また、英語のAnnalsは編年体に限定しない全ての歴史記録を指すこともある。
日本の六国史のうち『日本書紀』を除くものは国史体とよばれる独特の記述法になっている。これは編年体を基本としつつ、重要人物の死亡記事があるごとに簡単な列伝（薨伝と呼ばれる）を挿入するものであるが、編年体の一種とされる。

## 古代ローマにおいて
古代ローマの編年体に関するに関する主な文献はマルクス・トゥッリウス・キケロとマウルス・セルウィウス・ホノラトゥスの著作にみられる。キケロによると、共和政ローマの建国からプブリウス・ムキウス・スカエウォラの最高神祇官就任（紀元前132年頃）まで、最高神祇官が毎年の執政官の名前と特筆に値する事件を白い石版（album）に記録して、自身の邸宅で公開して人々に読めるようにすることが慣習となっていた。セルウィウスは事件が毎年ではなく毎日記録されたとした。共和制末期になると、これは最高神祇官記録として知られるようになった。プブリウス以降は最高神祇官ではなくほかの作家が非公式に書くようになり、キケロは例としてマルクス・ポルキウス・カト・ケンソリウス（大カト）、クィントゥス・ファビウス・ピクトルなどを挙げた。これらの記録はティトゥス・リウィウスが引用したCommentarii Pontificumと同じともされるが、別物とする学説もある。ウェリウス・フラックスのジャンル分けはタキトゥスの作品を年代記 (タキトゥス)と同時代史に分ける分類に由来するとされた。ただし、ウェリウス・フラックスは自身の作品にはこのようなタイトルを使用しなかった。

## 中世ヨーロッパにおいて
初期のキリスト教徒の間では復活祭の日付を定めるために現地ユダヤ人に過越の日付（ユダヤ暦のニサンの月14日）を聞き、その日か最も近い日曜日を復活祭の日付とすることが多い。3世紀末までに、この日付が春分以前になる状況が発生するようになり、都市ごとに違う状況も多い。325年の第1ニカイア公会議以降、復活祭の日付表が様々な計算法（コンプトゥス）によって算出されるようになった。このような日付表はイエス・キリストの受難から制作日の数十年または数百年先まで続くことが多い。7世紀より、アイルランド、ウェールズ、イングランドの修道院では修道士が日付表に傍注その年の重大な出来事を書き込むようになった。以降は編年記の作成がほぼ修道院の仕事になり、アイルランド年代記が最初の修道院による編年記とされた。ただし、初期の編年記がすべて修道士の作品というわけではなく、アングロサクソン年代記などは国王の後援があったとされる。この時期の編年記の例としてはアルスター年代記、カンブリア年代記などがある。
これらの編年記は宣教師によって大陸ヨーロッパにもたらされ、編年記を書く風習が特にアウストラシアで根付くようになった。9世紀のカロリング朝ルネサンスでは編年記が同時代史を書く標準的な形式になり、フランク王国年代記やフルダ年代記が例である。やがて編年記の項目がより詳しく書かれるようになると、年代記（chronicles）とほとんど見分けがつかなくなるが、編年記の名前は13世紀のウェイヴァリー編年記（Annals of Waverleyなどに残された。

## 代表的作品

### ギリシア・ローマ
- 『戦史』
- 『ギリシア史』
- 『歴史叢書』
- 『歴史』
- 『ローマ建国史』
- 『ピリッポス史』（邦訳では『地中海世界史』）
- 『年代記（英語版）』（タキトゥスの作品）

### 中世ヨーロッパ
- 『アイルランド年代記（英語版）』
- 『カンブリア年代記』
- 『フランク王国年代記』
- 『フルダ年代記』

### 中国
- 『春秋』
- 『春秋左氏伝』
- 『竹書紀年』
- 『漢紀』（荀悦）
- 『後漢紀』（袁宏）
- 『十八史略』
- 『資治通鑑』（司馬光）
- 『西漢年紀』（王益之）
- 『続資治通鑑』（畢沅）
- 『明通鑑』（夏燮）

### 日本
- 『日本書紀』
- 『栄花物語』
- 『水鏡』
- 『増鏡』
- 『百錬抄』